# XLR81-BA-7
XLR81-BA-7 – Bell 8081 – amerykański silnik rakietowy. Był używany w członie rakietowym Agena B. Odnotowano 102 użycia tego silnika.